# Christoph Kürzeder

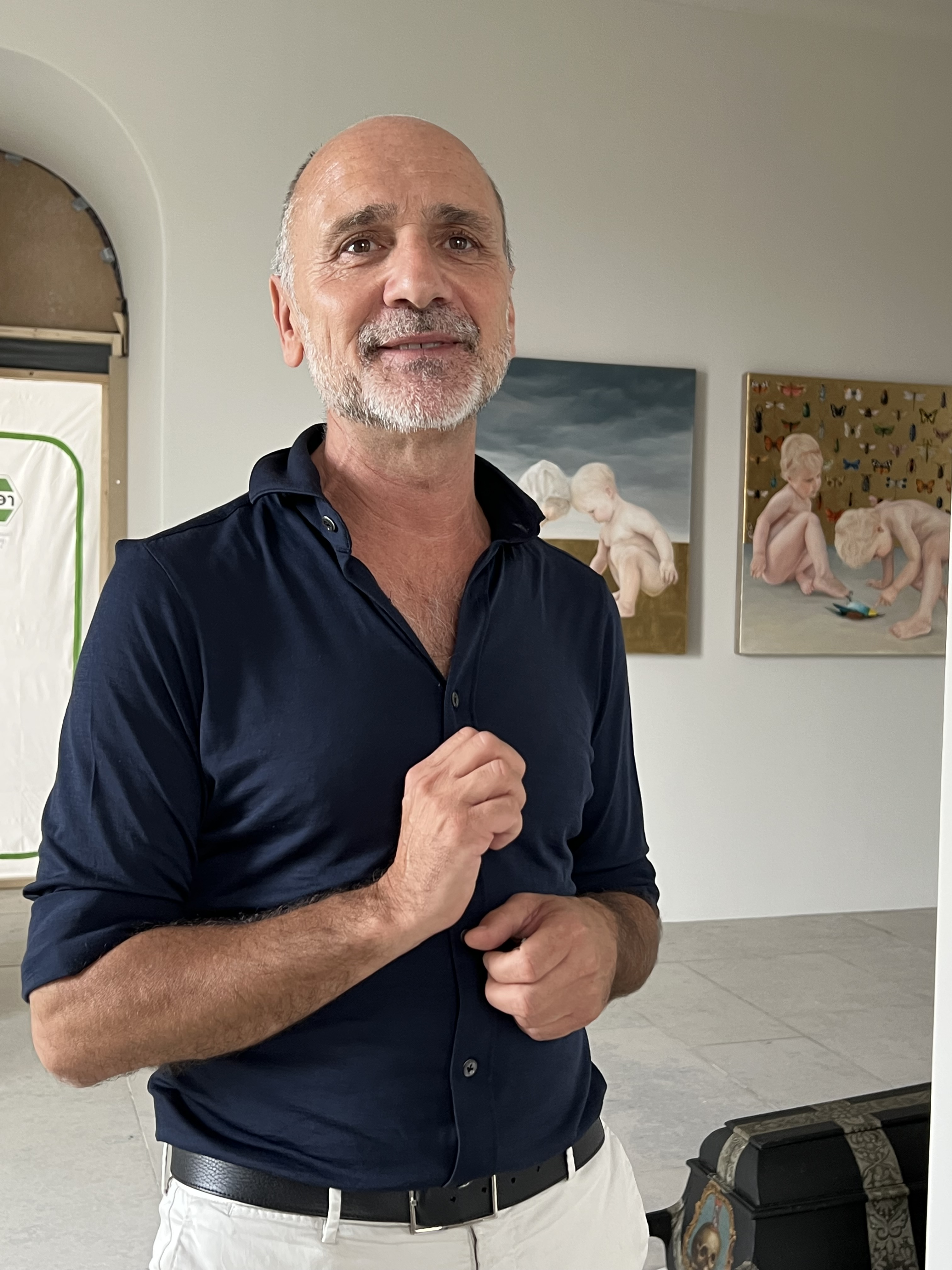
Christoph Kürzeder (2022)

Christoph Kürzeder (* 11. Mai 1965 in Steinhöring, Landkreis Ebersberg) ist ein deutscher katholischer Theologe und Volkskundler sowie Museumsdirektor.

## Leben und Werke

### Schulischer Werdegang und Studium
- Schulische Ausbildung in Ebersberg und im Gymnasium Grafing bis zum Abitur
- Studium der Theologie und der deutschen und vergleichenden Volkskunde an der Ludwig-Maximilians-Universität München
- Assistent am Lehrstuhl für Pastoraltheologie in München
- Assistent am Lehrstuhl für Deutsche und vergleichende Volkskunde – Europäische Ethnologie in München
- Promotion 2004 an der Ludwig-Maximilians-Universität München über das Thema „Als die Dinge heilig waren. Gelebte Frömmigkeit im Zeitalter des Barock“
- Freiberufliche Tätigkeit für das Freilichtmuseum Glentleiten
- Tätigkeit für das Kunstreferat des Erzbischöflichen Ordinariats München

### Diözesanmuseum Freising

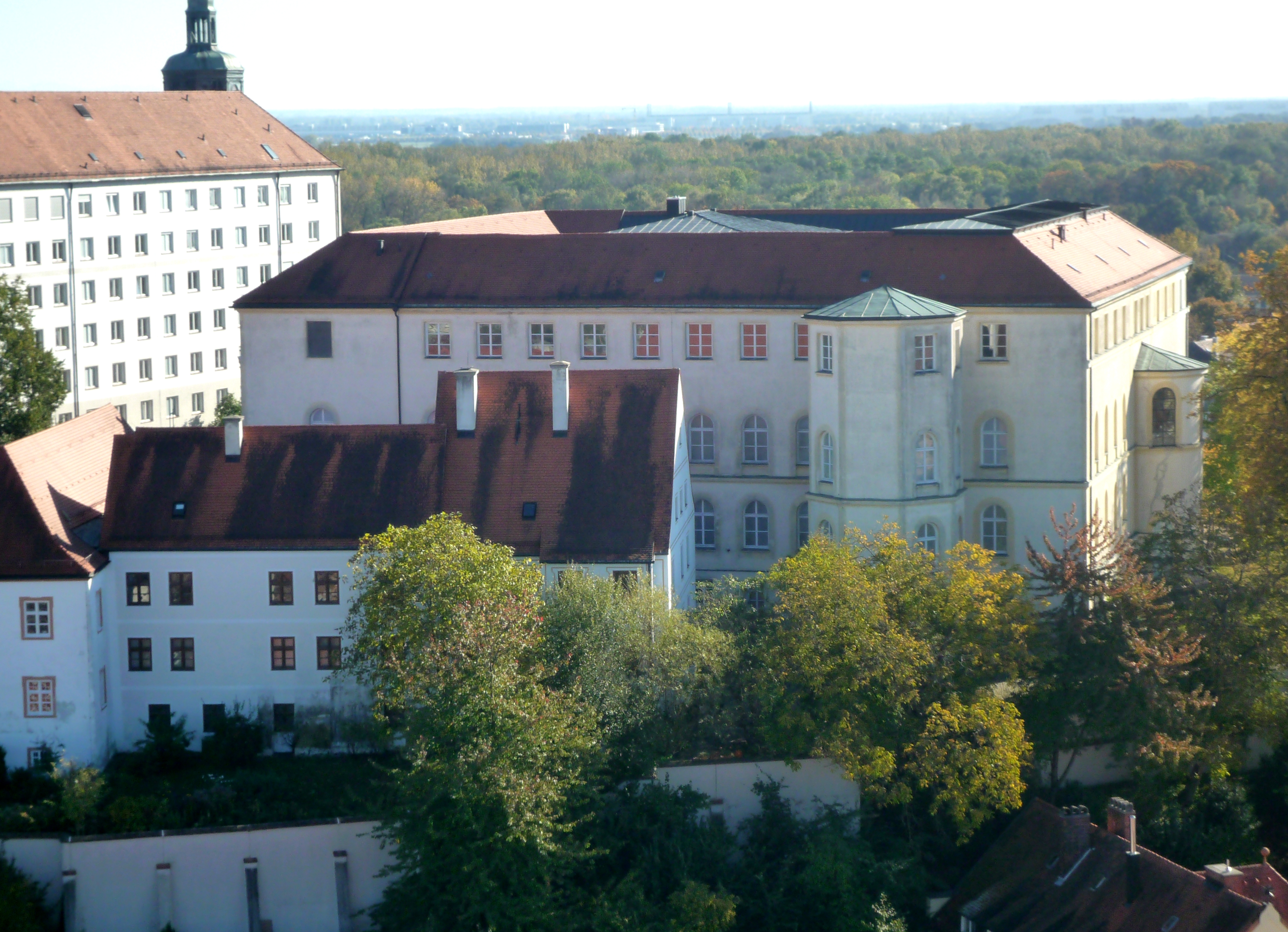
Das 2013 geschlossene und renovierungsbedürftige Museum

Freisinger Lukasbild, ein kostbares Bild im Diözesanmuseum

Christoph Kürzeder wurde am 1. Januar 2012 Direktor des Diözesanmuseums Freising.
Das Museum musste 2013 geschlossen werden, da der Brandschutz im ehemaligen Knabenseminar unzureichend war und deshalb eine Modernisierung sowie eine architektonische Neugestaltung unumgänglich wurde (Pressemitteilung vom 9. Juli 2013). Der Architektenwettbewerb wurde Ende 2016 zugunsten eines Berliner Büros entschieden. Die Umbauarbeiten am Museum sollten von Juli 2018 bis Mitte 2021 dauern (Stand Juni 2018). Eröffnet wurde das Museum am 1. Oktober 2022.

### Ausstellungen

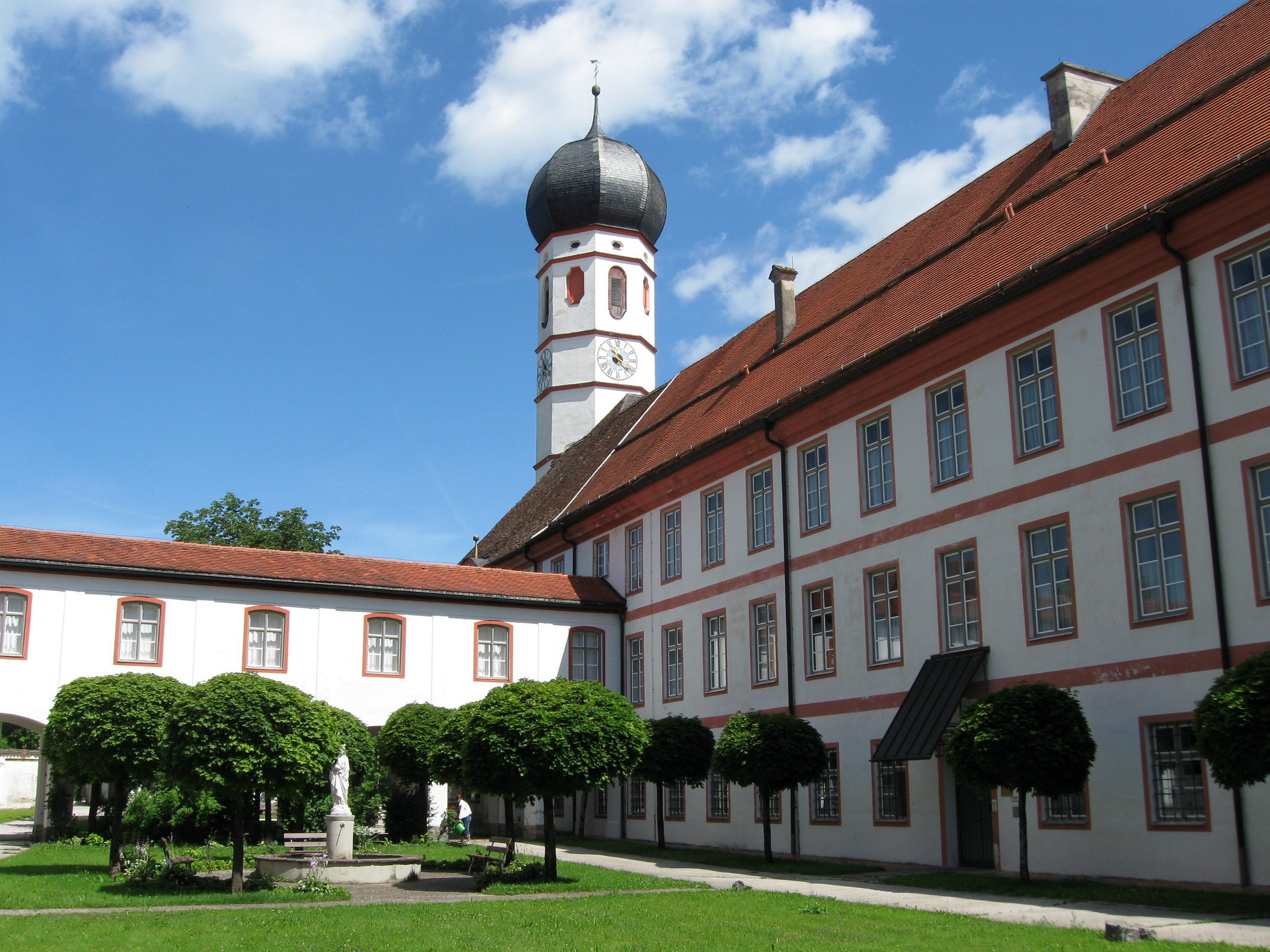
Kloster Beuerberg

- Er konzipierte und realisierte bis 2008 das Museum der Bürgersaalkirche München.
- Er konzipierte und realisierte unter anderem im Freilichtmuseum Glentleiten die Ausstellungen „Via Claudia – Stationen einer Straße“ und „Donnerwetter – Exorzismus und Beschwörung. Ein Wettersegen des 18. Jahrhunderts“ sowie eine Wallfahrtsausstellung in der Galerie Markt Bruckmühl.
- Im ehemaligen Kloster Beuerberg gestaltete er zwei Ausstellungen. Das Diözesanmuseum Freising dokumentiert seit mehreren Jahren die verborgene und stille Welt der Klöster und folgt dabei den Kriterien und Regeln des Klosterlebens – Klausur, Ordnung, Arbeit, Garten, Speise, Wohnen, Fürsorge und Krankenpflege, Tod und Gedenken.[5]

### Veröffentlichungen
- Via Claudia – Stationen einer Straße. Hrsg. mit Hans-Dirk Joosten, Großweil 2000.
- Als die Dinge heilig waren. 1. Aufl. Schnell und Steiner, Regensburg 2005.
- Seelenkind: Verehrt.Verwöhnt.Verklärt. Das Jesuskind in Frauenklöstern. Hrsg. von Kuratorium des Diözesanmuseums Freising und Christoph Kürzeder, Sieveking Verlag, München 2013.
- Alpenglühen und Dattelpalmen. 1. Aufl. Hrsg. von Diözesanmuseum Freising, Freising 2013.
- Mit Leib und Seele: Münchner Rokoko von Asam bis Günther. Hrsg. von Kunsthalle der Hypo-Kulturstiftung und Christoph Kürzeder. Sieveking, München 2014.
- Buon Natale: Choreografien der neapolitanischen Weihnacht. Von Diözesanmuseum Freising und Nina Gockerel. Sieveking, München 2015.
- Klausur. Vom Leben im Kloster. Hrsg. mit Thomas Dashuber. Verlag Antje Kunstmann, München 2016, ISBN 978-3-944874-08-1.
- Bewegte Zeiten. Der Bildhauer Erasmus Grasser (um 1450–1518). Hrsg. mit Renate Eikelmann (Ausstellungskatalog Bayerisches Nationalmuseum/Diözesanmuseum Freising), Hirmer, München 2018, ISBN 978-3-7774-3057-7.
- (Hrsg.): San Francesco. Der Heilige aus Assisi (= Diözesan-Museum Freising / Kataloge und Schriften, Bd. 84). Freising 2023, ISBN 978-3-930618-13-2.

## Auszeichnungen
Preisträger des Johann-Michael-Sailer-Preises 2006: „Heilige Dinge – bedeutsame Zeichen. Sach-Sakramentalien zwischen Theologie und Alltag“. Im Juli 2023 erhielt er den Bayerischen Verdienstorden.